# Asfordby
Asfordby är en ort och civil parish i Storbritannien.   Den ligger i grevskapet Leicestershire och riksdelen England, i den sydöstra delen av landet, 150 km norr om huvudstaden London. Asfordby ligger 93 meter över havet och antalet invånare är 2 403.
Terrängen runt Asfordby är platt, och sluttar västerut. Runt Asfordby är det ganska tätbefolkat, med 104 invånare per kvadratkilometer. Närmaste större samhälle är Leicester, 17,4 km sydväst om Asfordby. Trakten runt Asfordby består till största delen av jordbruksmark.